# Anastasia Silveri
Anastasia Silveri (Mosca, 9 giugno 1984) è una modella russa naturalizzata italiana.
Nata in Russia da padre italiano e madre russa, si trasferisce nella regione del padre quando ha otto anni e, dopo aver lavorato come modella a livello locale, partecipa e vince la terza edizione di Italia's Next Top Model.
Dopo la vittoria del programma, Anastasia è apparsa in diverse riviste tra cui A, L'Autre e la versione turca di Cosmopolitan; è apparsa in una pubblicità per Max Factor.
Inoltre ha firmato con la Joy Models Management Milan